# Ora 25

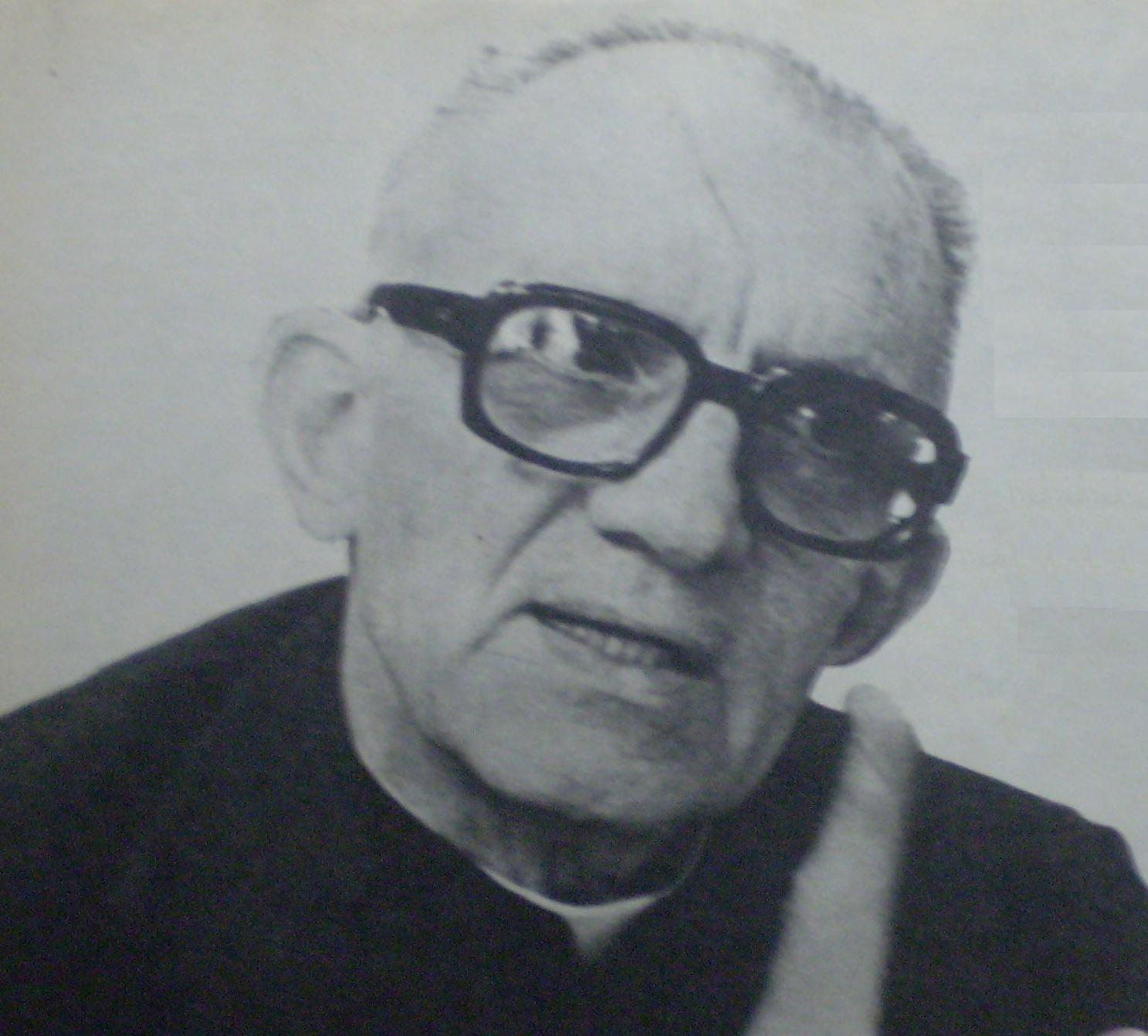
Virgil Gheorghiu, autorul romanului

Ora 25 (în franceză: La Vingt-cinquième heure) este un roman scris de Constantin Virgil Gheorghiu și publicat în 1949.
Romanul a fost scris în limba română, cu titlul Ora 25, și tradus în limba franceză de Monique Saint-Côme. Cartea a avut un tiraj de 10 milioane de exemplare vândute, cu  traduceri în peste 40 de limbi. 
În România a putut fi publicat după decesul autorului, mai precis, abia după căderea comunismului.

## Prezentare
Romanul prezintă viața lui Johann Moritz, un țăran dintr-un sat românesc, care devine victimă involuntară a celui de-Al Doilea Război Mondial, atunci când indivizii nu mai sunt considerați ca atare, ci sunt tratați ca membri ai rasei din care fac parte. Johann Moritz este aruncat succesiv ca un pai de evrei, români, maghiari, germani și americani, fiecare văzând un membru al unei clase de care în cele din urmă nu aparține, fiind în imposibilitatea de a-și exercita libertatea sa de om în fața unei societăți dezumanizate.

## Ediții

### Ediții în limba franceză
- Constantin Virgil Gheorghiu, La Vingt-cinquième heure, Plon, Paris, 1949.
- Constantin Virgil Gheorghiu, La Vingt-cinquième heure, Plon, Paris, 2000, 527 de pagini, ISBN 2259023738, ISBN 978-2259023733

### Ediții în limba română
- Constantin Virgil Gheorghiu „Ora 25”, Editura SOPHIA, București, 2022, 448 de pagini; ediție îngrijită de Gheorghiță Ciocioi, prefață: Thierry Gillyboeuf, ISBN 978-973-136-845-0;
- C. Virgil Gheorghiu, Ora 25, Editura Sens, Arad, 2018, prefață de Gabriel Marcel, 470 de pagini, ISBN 978-606-94364-5-5;
- Constantin Virgil Gheorghiu, Ora 25, Editura Ratio et Revelatio, 2016, 510 pagini, ISBN 9786068680507;
- C. Virgil Gheorghiu, Ora 25, Editura GRAMAR, București, 2004, 284 de pagini, ISBN 9789735914349;
- Virgil Gheorghiu, “ORA 25”, Editura OMEGAPRES, Bucuresti, Editura ROCHER, Paris, 1991, 353 de pagini, ISBN 9739503969.

## Ecranizări
A fost ecranizat cu titlul A 25-a oră de Henri Verneuil în 1967, cu Anthony Quinn și Virna Lisi în rolurile principale.